# آلفرد ناپیلیک
آلفرد ناپیلیک (به انگلیسی: Alfred Niepieklo)،(زاده ۱۱ ژوئن ۱۹۲۷ - درگذشته ۲آوریل ۲۰۱۴)) بازیکن فوتبال اهل آلمان بود.
از باشگاه‌هایی که در آن بازی کرده‌است می‌توان به باشگاه فوتبال بروسیا دورتموند اشاره کرد.